# Ґіґачад
Ґіґача́д або Гігача́д (англ. GigaChad / Gigachad) — персонаж та інтернет-мем, що являє собою чорно-білі фото мускулистого чоловіка. В основу інтернет-мема лягла фотографія нібито росіянина Ернеста Халімова. Мем став відомий як об'єкт абсурдних фотожаб, а потім як обличчя шаблону «Так, я чув».

## Опис
Ґіґачад є збірним образом успішного чоловіка, він сексуальний, у піковій фізичній формі, з непропорційними рисами обличчя, ніби в результаті пластичної операції, ідеально окресленими вилицями та м'язистим тілом з десятьма кубиками преса. Назва вказує, що Ґіґачад має перебільшені риси чада — ідеалізованого сексуально активного чоловіка. Згідно з Incel Wiki, Ґіґачад входить у топ 0,1 % найпривабливіших людей планети і є «Чадом на максималках».
Видання Game Rant зазначає, що Ґіґачад швидко став вірусним через те, що його тіло та риси обличчя надто нереалістичні, а одними з його найвизначніших рис є перебільшена щелепа та підборіддя.
Мем первісно використовувався як карикатура на «тупих качків». Реальними «Ґіґачадами», як зазначається, є Арнольд Шварценеггер у розквіті сил, Кріс Гемсворт і Стефан-П'єр Томлін — «найзалайканіша» людина в Tinder.
Сам термін «ґіґачад» може використовуватися в контексті для позначення людини, яка дуже хороша в чомусь. Якуб Новак з видання naFakcie.pl зазначає, що в міру поширення мему все більше і більше людей з різними поглядами стали інтерпретувати образ цього чоловіка як щось хороше, до чого потрібно прагнути, що стало свого роду мотивацією. Пізніше значення цього терміна змінилося. Ґіґачад перестав бути ідеалізованою істотою і став чимось більш приземленим, доступним кожному, хто дуже хороший у своїй справі.

## Прообраз
Прообразом Ґіґачада є Ернест Халімов — російський бодибілдер, фітнес-тренер і модель. У 2016-2017 роках він знімався для проєкту SLEEK'N'TEARS, позуючи напівголим разом з іншими м'язистими чоловіками. Близько десятка зображень моделі опинилися у відкритому доступі та стали прообразом Ґіґачада. Халімов володіє акаунтом в Instagram під назвою berlin.1969, станом на лютий 2022 року він налічує близько 750 000 підписників.
Особа чоловіка, зображеного на фотографії, довгий час залишалася загадкою. Деякі люди навіть сперечалися, чи був він реальною людиною, чи він був комп'ютерною моделлю, яку хтось створив. У нього не було великої присутності в Інтернеті, тому було важко встановити, чи був він справжнім, чи фотографії були просто відфотошоплені. Халімов довгий час відмовлявся від інтерв'ю і відмовлявся коментувати меми. У проєкті SLEEK'N'TEARS він був відомий виключно як «1969». В Instagram-акаунті проєкту на деяких із цих фотографій Ернест перебуває на передньому плані.
Однак 13 квітня 2021 року Ернест Халімов прокоментував меми зі своєю фотографією. За словами бодибілдера, він сам отримує масу позитивних відгуків. Халімов спростував версію про те, що його насправді намалювали в Adobe Photoshop і що такої людини насправді не існує. Він також подякував шанувальникам за позитивні коментарі. До квітня коментарі його Instagram-акаунта були закриті. 24 квітня Халімов опублікував ще один пост, в якому подякував за хороші коментарі та пожартував, що йому нема чого сказати аудиторії, тому що він звичайна людина і не дуже любить говорити.

## Оцінки
Майлс Клеє з MEL Magazine зазначає, що Ґіґачад являє собою руйнування ієрархії домінування, яка підтримує цілісний світогляд інцелів, і що він «вищий хижак», який теоретично діє як перевірка сексуальних можливостей звичайних Чадів. Далі повідомляється: «У своїх спробах продемонструвати “культову чоловічу красу” за допомогою спотворення Судмаліс [авторка фотографій із зображенням Ґіґачада] створила новий абсурдний і недосяжний її ешелон, який інцели були надто готові прийняти як ще один доказ своєї неповноцінності. Нарікати на те, що ви не Ґіґачад, трохи схоже на відчай, що ви не Галк: ні те, ні інше неможливо <...>». В іншій публікації, присвяченій Ґіґачаду, Клеє пише, що перетворити чоловіка на особу іронічного «сигма-постингу» — це блискучий хід, який ще більше підриває безглузді гендерні теорії, що продовжують створювати нові фальшиві моделі мужності.
Видання TJ зазначає, що Ґіґачад уособлює собою «вищу стадію маскулінності» і є «успішним і незворушним красенем, природженим “альфа-самцем”, який компенсує власну недалекість і поверхневість зовнішніми даними й самовпевненістю».
Італійське видання Tag24 вважає, що Ґіґачад видається скоріше «самцем», не стільки сильним і м'язистим, скільки зрілою і відповідальною людиною.